# Подевильс-Дюрниц, Клеменс фон
Ганс Мария Клеменс Франц Константин фон Подевильс-Дюрниц (нем. Hans Maria Clemens Franz Konstantin von Podewils-Dürniz; 17 января 1850, Ландсхут — 14 марта 1922, Мюнхен) — баварский политик, глава правительства королевства Бавария в 1903—1912 годах.

## Биография
Клеменс фон Подевильс-Дюрниц происходил из померанского дворянского рода Подевильсов, он родился в семье полковника баварской королевской армии и камергера Константина фон Подевильса (1820—1887) и его супруги Филиппины фон Юнкер унд Бигатто (1822—1900), вдовой баронессы фон Франк. По матери он приходился родственником государственному канцлеру Францу Ксаверу Йозефу фон Унерту. Его дед по отцовской линии — полковник и комендант крепости Гермерсгейм Франц Фридрих Якоб фон Подевильс (1779—1842).
Клеменс фон Подевильс изучал юриспруденцию в Мюнхенском университете и в 1872—1875 годах работал юристом в Мюнхене, Вайльхайме и Ландсхуте. В 1879—1880 годах служил в районной управе Мисбаха и в правительстве Верхней Баварии и в 1880 году получил звание дипломатического атташе. В 1881 году Подевильс-Дюрниц был назначен секретарём дипломатической миссии Баварии в Берлине и в 1887 году получил звание советника посольства и чрезвычайного посла, позднее должность полномочного министра при итальянском дворе. В 1896—1902 годах Подевильс служил чрезвычайным послом и уполномоченным министром при австро-венгерском дворе в Вене. В 1902 году Клеменс фон Подевильс-Дюрниц был назначен на должность государственного министра внутренних дел по делам церкви и школьного образования. В 1903 году Подевильс-Дюрниц возглавил Совет министров Баварии и одновременно государственным министром королевского двора и иностранных дел. При Подевильсе в Баварии был принят демократизированный закон о выборах в ландтаг и новая редакция закона о муниципальных выборах. Он прослыл любимчиком принц-регента Луитпольда. В 1918 году Подевильс представлял Баварию на переговорах по заключению мира в Брест-Литовске, а в 1920—1921 годах он был одним из уполномоченных по маркировке границ между Верхней Силезией и Западной Пруссией.
С 1874 года Клеменс фон Подевильс был женат на баронессе Фридерике фон Дюрниц, последней представительнице рода Дюрницев. Объединение фамилий и гербов последовало в 1878 году согласно соответствующему декрету. В 1911 году барон Клеменс фон Подевильс-Дюрниц был возведён в графское достоинство. Его сын Ганс выбрал военную карьеру в баварской армии и в Первую мировую командовал кавалерийскими частями, а в 1920 году вошёл в состав комиссии по определению германско-польской границы.